# Jakub Jaworski (hokeista)
Jakub Jaworski (ur. 17 października 1996) – polski hokeista.
Jego ojciec Tomasz (ur. 1971), także został hokeistą.

## Kariera
- SMS I Sosnowiec (2013-2015)
- SMS II Sosnowiec (2013-2015)
- MKS Sokoły Toruń (2014/2015)
- Nesta Toruń (2015)
- SMS U20 Sosnowiec (2015/2016)
- JKH GKS Jastrzębie do lat 20 (2015/2016)
- JKH GKS Jastrzębie (2015-2016)
- GKS Katowice (2016-2017)
- Polonia Bytom (2017-2018)
- KH Energa Toruń (2018-2020)

Od 2015 zawodnik JKH GKS Jastrzębie. Od lipca 2016 do końca sierpnia 2017 zawodnik GKS Katowice. Od września 2017 zawodnik Polonii Bytom. Pod koniec listopada 2018 został wypożyczony z Polonii do KH Energa Toruń. Po sezonie 2019/2020 ogłosił zakończenie kariery.
W barwach reprezentacji Polski do lat 18 wystąpił na turnieju mistrzostw świata juniorów do lat 18 w 2014 (Dywizja IB). W barwach reprezentacji Polski do lat 20 wystąpił na turnieju mistrzostw świata juniorów do lat 20 w 2015, 2016 (Dywizja IB).

## Sukcesy
Klubowe
- Brązowy medal mistrzostw Polski juniorów: 2014 z MKS Sokoły Toruń
- Brązowy medal mistrzostw Polski juniorów: 2015 z MKS Sokoły Toruń
- Brązowy medal mistrzostw Polski juniorów: 2016 z JKH GKS Jastrzębie